# سكوت ألين (لاعب هوكي جليد)
سكوت ألين (بالإنجليزية: Scott Allen)‏ هو لاعب هوكي جليد أمريكي، ولد في 6 أبريل 1966 في نيو بدفورد في الولايات المتحدة.

## وصلات خارجية
- سكوت ألين على موقع EliteProspects.com (الإنجليزية)
- سكوت ألين على موقع HockeyDB.com (الإنجليزية)